# Olympische Geschichte des Nordjemen
| Gelbes Symbol für Goldmedaillen mit stilisierten Olympischen Ringen | Graues Symbol für Silbermedaillen mit stilisierten Olympischen Ringen | Braundes Symbol für Bronzemedaillen mit stilisierten Olympischen Ringen |
| ------------------------------------------------------------------- | --------------------------------------------------------------------- | ----------------------------------------------------------------------- |
| —                                                                   | —                                                                     | —                                                                       |

Die Jemenitische Arabische Republik, auch bekannt als Nordjemen, war von 1984 bis 1988 bei Olympischen Sommerspielen vertreten.

## Geschichte
Der Nordjemen nahm 1984 erstmals mit zwei männlichen Athleten an den Leichtathletikwettbewerben teil. Es war die erste Teilnahme eines jemenitischen Staats bei Olympischen Spielen. 1988 wurde das Teilnehmerfeld auf acht Athleten vergrößert, die jetzt auch im Judo und Ringen antraten.
1990 schloss sich die Jemenitische Arabische Republik (Nordjemen) mit der Demokratischen Volksrepublik Jemen (Südjemen) zum wiedervereinigten Jemen zusammen, 1992 lief dieser erstmals bei Olympischen Spielen auf.

## Übersicht der Teilnahmen

### Sommerspiele
| Jahr | Athleten | Flaggenträger      | Medaillen | Medaillen | Medaillen | Medaillen | Medaillen |
| Jahr | Athleten | Flaggenträger      |           |           |           | Gesamt    | Rang      |
| ---- | -------- | ------------------ | --------- | --------- | --------- | --------- | --------- |
| 1984 | 2        | Ahmed Al-Ozari     | -         | -         | -         | -         | -         |
| 1988 | 8        | Abdullah Al-Shamsi | -         | -         | -         | -         | -         |

### Winterspiele
keine Teilnahme